# Cabo Angela
El cabo Angela (en francés: Cap Angela; en árabe: رأس أنجلة) es un promontorio rocoso del Mediterráneo, localizado en la ciudad de Bizerta, en Túnez. Su punta, Ras Ben Sakka, es considerada el punto más septentrional del continente africano desde 2014, reemplazando al cabo Blanc (Ras al-Abyad), también en Túnez. Se encuentra a unos 15 kilómetros de Bizerta, la ciudad más septentrional de África y a 22 kilómetros del lago Ichkeul.
|                                   |
| Monumento al continente africano. |

|                              |
| Monumento en el Cabo Angela. |